# Hrabia Lonsdale

## Informacje ogólne
- Tytuł hrabiego Lonsdale był kreowany w parostwie Wielkiej Brytanii w 1784 r. oraz w parostwie Zjednoczonego Królestwa w 1807 r.
- Dodatkowymi tytułami hrabiów Lonsdale 1. kreacji były:
  - wicehrabia Lonsdale (kreowany w parostwie Wielkiej Brytanii w 1784 r.)
  - wicehrabia Lowther (kreowany w parostwie Wielkiej Brytanii w 1784 r.)
  - wicehrabia Lowther (kreowany w parostwie Wielkiej Brytanii w 1797 r. z prawem dziedziczenia przez krewnych niebędących zstępnymi)
  - baron Lowther (kreowany w parostwie Wielkiej Brytanii w 1784 r.)
  - baron Baronii Kendal (kreowany w parostwie Wielkiej Brytanii w 1784 r.)
  - baron Baronii Burgh (kreowany w parostwie Wielkiej Brytanii w 1784 r.)
  - baron Lowther (kreowany w parostwie Wielkiej Brytanii w 1797 r. z prawem dziedziczenia przez krewnych niebędących zstępnymi)
- Dodatkowymi tytułami hrabiów Lonsdale 2. kreacji są:
  - wicehrabia Lowther (kreowany w parostwie Wielkiej Brytanii w 1797 r.)
  - baron Lowther (kreowany w parostwie Wielkiej Brytanii w 1797 r.)
- tytułem grzecznościowym najstarszego syna hrabiego Lonsdale jest wicehrabia Lowther
- Rodową siedzibą hrabiów Lonsdale był zamek Lowther w Kumbrii, ale obecny hrabia mieszka w Thrimby na południowy wschód od zamku

## Lista hrabiów
Baroneci Lowther of Lowther
- 1638–1675: John Lowther, 1. baronet
- 1675–1700: John Lowther, 2. baronet

Wicehrabiowie Lonsdale 1. kreacji (parostwo Anglii)
- 1696–1700: John Lowther, 1. wicehrabia Lonsdale
- 1700–1713: Richard Lowther, 2. wicehrabia Lonsdale
- 1713–1751: Henry Lowther, 3. wicehrabia Lonsdale

Baroneci Lowther of Lowther, cd.
- 1751–1802: James Lowther, 5. baronet

Hrabiowie Lonsdale 1. kreacji (parostwo Wielkiej Brytanii)
- 1784–1802: James Lowther, 1. hrabia Lonsdale

Wicehrabiowie Lowther 2. kreacji (parostwo Wielkiej Brytanii)
- 1797–1802: James Lowther, 1. hrabia Lonsdale i 1. wicehrabia Lowther
- 1802–1844: William Lowther, 2. wicehrabia Lowther

Hrabiowie Lonsdale 2. kreacji (parostwo Zjednoczonego Królestwa)
- 1807–1844: William Lowther, 1. hrabia Lonsdale
- 1844–1872: William Lowther, 2. hrabia Lonsdale
- 1872–1876: Henry Lowther, 3. hrabia Lonsdale
- 1876–1882: St George Henry Lowther, 4. hrabia Lonsdale
- 1882–1944: Hugh Cecil Lowther, 5. hrabia Lonsdale
- 1944–1953: Lancelot Edward Lowther, 6. hrabia Lonsdale
- 1953–2006: James Hugh William Lowther, 7. hrabia Lonsdale
- 2006 -: Hugh Clayton Lowther, 8. hrabia Lonsdale

Dziedzic tytułu hrabiego Lonsdale: William James Lowther, brat 8. hrabiego